# Mr Egg
Mr Egg (* 7. Januar 1959 in Inverness, Schottland als Matthew Egbert Wand) ist ein schottischer Musiker und gilt als einer der Gründerväter der britischen Acid House Music. 1984 bildete er die Band Egebamyasi, die er nach dem Album Ege Bamyasi (ege bamyası ist türkisch und heißt Okraschoten) von Can benannte.

## Diskografie

### Studioalben
- 1995 How To Boil An Egg
- 1997 Mother Goose

### Singles und EPs
- 1986 Circumstances
- 1991 EBY E.P.
- 1992 Acid Indigestion Pt 1
- 1992 Acid Indigestion Pt 2
- 1992 Acid Indigestion E.P.
- 1993 Variation
- 1993 Variation - (Lenny Dee Remix)
- 1993 I Want More
- 1993 Ex Ovo Omnia (Liveggs)
- 1994 Pizzacid
- 1994 Eightball
- 1994 Acidnation
- 1995 Store In A Cool Place
- 1995 Remont (mit Erasure)
- 1996 Acid Indigestion Pt 3
- 1997 1234 Beef
- 2006 Acid Indigestion Pt 4
- 2006 Bang the Boss
- 2006 Egebamyasi-The Remixes
- 2007 I've Lost Control-Remix

### Compilations
- 1990 Total
- 1991 Total Vol 1
- 1992 A Dance Sampler Vol 1
- 1992 A Dance Sampler Vol 2
- 1992 Mix The House
- 1992 Techno Trance 2
- 1992 Techno Trance
- 1992 Acidrave Apocalypse Hardcore
- 1993 And Away They Go
- 1993 This Is Techno Vol 6
- 1993 Midnight Madness
- 1993 Trance Mix
- 1994 Future Music Magazine
- 1995 Unpaved Roads Route 2
- 1995 Ghetto Tone
- 1995 The Serious Road Trip
- 1995 Mixmag Vol 19
- 1995 Suck Me Plasma
- 1995 Hypno Trance 2
- 1995 Quality Recordings Vol 2
- 1996 Foundations (Coming Up from the Streets)
- 2005 Endless Loops Vol 1
- 2007 The Trip Tych

### Remixes
- 1994 The Fugue - Sensitized (Sensi Version)
- 1994 Dance Overdose - Overdose Stomp (Cement Mix)
- 1994 Dreadzone - Fight The Power (Acidzone Version)
- 1994 Chill FM - New Beginning
- 1995 Gary Numan - Me, I Disconnect from You